# Ricinocarpos tuberculatus
Ricinocarpos tuberculatus är en törelväxtart som beskrevs av Johannes Müller Argoviensis. Ricinocarpos tuberculatus ingår i släktet Ricinocarpos och familjen törelväxter. Inga underarter finns listade i Catalogue of Life.